# Муузика
Му́узика (эст. Muusika) — деревня  в волости Сауэ уезда Харьюмаа, Эстония.
До административной реформы местных самоуправлений Эстонии 2017 года входила в состав волости Керну.

## География
Расположена в северной части Эстонии. На северо-западе граничит с деревней Кабила, на северо-востоке — с Пяллу, на западе — с Тагаметса, на юге — с деревней Руйла.

## Население
По данным переписи населения 2011 года в деревне проживал 131 человек, из них 128 (97,7 %) — эстонцы.
Старейшина деревни — Моника Ярвела.
Динамика численности населения деревни Муузика:
| Год     | 2000 | 2007  | 2008  | 2009  | 2010  | 2011  | 2014  | 2017  | 2018  | 2019  |
| ------- | ---- | ----- | ----- | ----- | ----- | ----- | ----- | ----- | ----- | ----- |
| Жителей | 86   | ↗ 103 | ↗ 107 | ↗ 118 | ↗ 119 | ↗ 131 | ↘ 114 | ↗ 123 | ↗ 133 | ↗ 136 |

## История

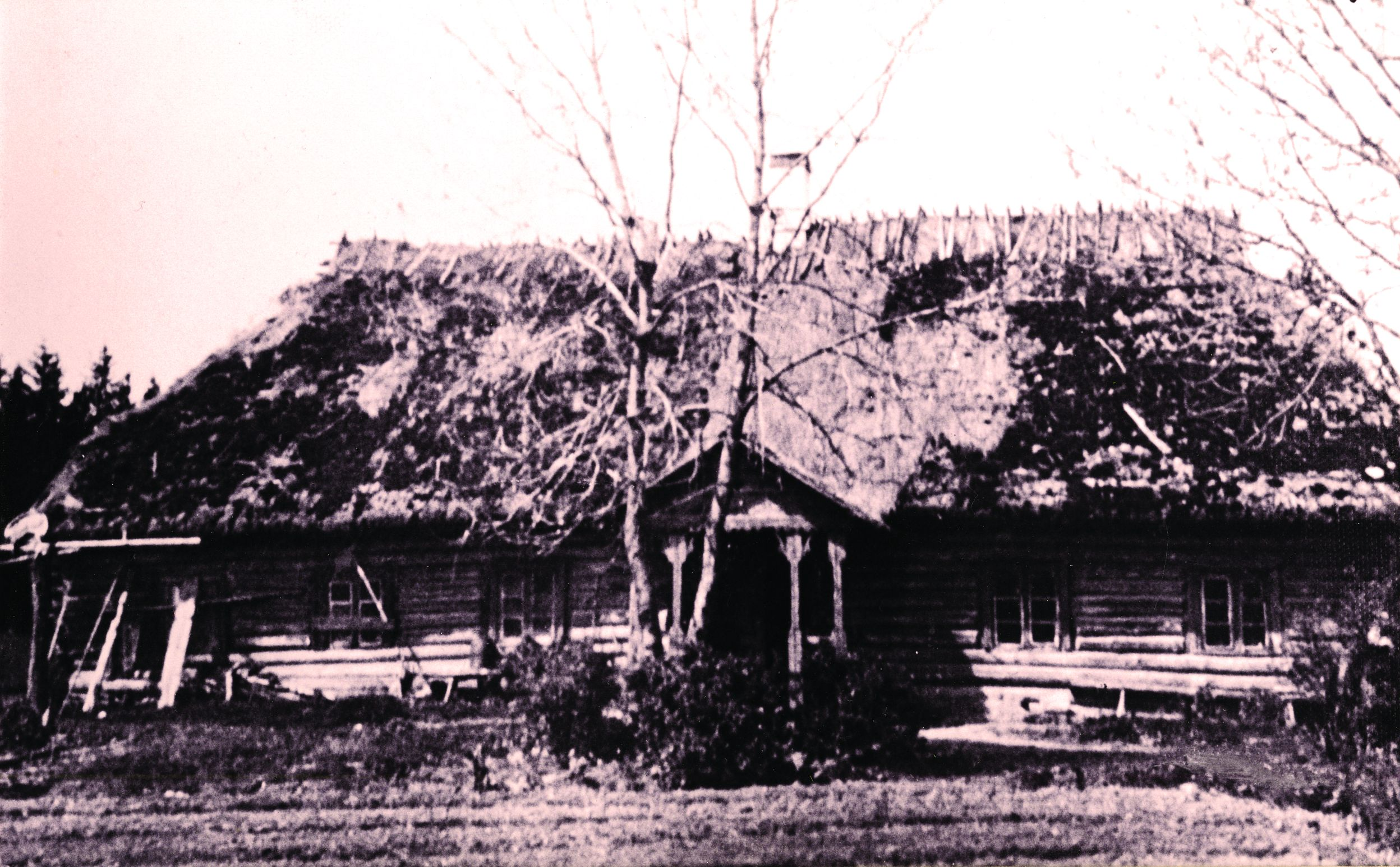
Здание школы Руйла в 1871–1916 годах

В письменных источниках 1637 года упоминаются Keddra Muhßkas Tönno, Muhßkas Mart (крестьяне мызы Руйла), 1738 года — Musika Mart. В 1798 году в атласе Меллина упоминается Musika (корчма), в 1844 году — Musiko (также корчма), примерно в 1900 году упоминается Музика (деревня).
В 1926 году деревня называлась Вахекюла (эст. Vaheküla).
Деревня Муузика располагается на землях бывшей мызы Руйла прихода Хагери. Многие крестьянские семьи живут здесь с XVII века. Согласно ревизии земель 1725—1726 годов, во владении мызы Руйла находились две деревни — Кабила, насчитывавшая 4 хутора, и Кирпма с 24 хуторами. Многие из хуторов в списке деревни Кирпма в настоящее время входят в состав Муузика.
В 1871 году на территории современной деревни Муузика была открыта деревенская школа, которая работает по сей день и называется Средняя школа Руйла. В настоящее время школа находится в деревне Руйла в бывшем здании мызы.
В ходе Большой мартовской депортации в Сибирь (Черепановский район Новосибирской области) из Муузика были депортированы хозяин хутора Ванатоа — Йоханнес Абирам (Johannes Abiram) — и 5 его детей, самый младший из которых родился в 1941 году. Его жена, Лонни Абирам (Lonni Abiram), и сын Аксель (Aksel Abiram, род. 1942) депортированы не были.
Дом и постройки хутора Ванатоа были использованы для размещения центральной усадьбы колхоза “Kuldne Tulevik” (с эст. «Золотое будущее») и курятника.
На территории деревни находится братская могила погибших во Второй мировой войне (охраняется государством).
В 1977 году, в период кампании по укрупнению деревень, с Муузика было объединено местечко (деревня) Маарья (эст. Maarja).

## Укукиви
В деревне находится самый большой жертвенный камень в Эстонии — Укукиви. Это валун размерами 9,1 м в длину, 6,7 м в ширину и  6 м в высоту. С камнем связаны различные легенды о Калевипоэге и Дьяволе. Согласно одной из таких легенд, Дьявол использовал этот валун для разделки овец.

## Происхождение топонима
Muusika переводится с эстонского языка как «музыка». Происхождение названия доподлинно неизвестно. В деревне находится хутор Муузика, который в 1882 году был выкуплен у собственника мызы. Возможно, хутор дал название всей деревне. По воспоминаниям жителей деревни, здесь всегда любили играть музыку, и в старые времена на каждом хуторе был хотя бы один музыкант.